# Waikakariki (fleuve)

Le fleuve Waikakariki  (en anglais : Waikakariki River) est un cours d’eaude l’est de la baie de Baie de l’Abondance de l’Île du Nord de la Nouvelle-Zélande.

## Géographie
Il s’écoule vers l’ouest à partir sa source dans les contreforts de la  chaîne de chaîne de Raukumara (en) pour atteindre la côte à 5 km au  sud-ouest de la ville de Te Kaha.
(en) Land Information New Zealand, « détail emplacement: Waikakariki (fleuve) », sur New Zealand Gazetteer